# Thoth (Film)
Thoth ist ein US-amerikanischer Dokumentarfilm aus dem Jahr 2001.

## Handlung
Der Film porträtiert den Straßenkünstler S. K. Thoth (eigentlich Stephen Kaufman), der seine eigenen Stücke in einer von ihm entwickelten Sprache aufführt. Bei seinen Auftritten trägt er ein bizarres Outfit.

## Auszeichnungen
2002 wurde der Film in der Kategorie Bester Dokumentar-Kurzfilm mit dem Oscar ausgezeichnet.
Zwei weitere Preise konnte der Film gewinnen. Beim Santa Cruz Film Festival gewann er den Zuschauerpreis und beim Boston Independent Film Festival den Großen Preis der Jury.

## Hintergrund
Der Film hatte seine Premiere am 10. Mai 2002 beim Santa Cruz Film Festival.